# Campionato FIA di Formula 2 2018
La stagione 2018 del Campionato FIA di Formula 2 è stata, nella storia della categoria, la 14ª ad assegnare il Campionato Piloti e la 14ª ad assegnare il Campionato Scuderie, la seconda con la nuova denominazione, che ha sostituito la precedente GP2 Series. Iniziata il 7 aprile con un weekend di gare sul circuito di Sakhir, in Bahrein, si è conclusa il 25 novembre sul Circuito di Yas Marina, negli Emirati Arabi Uniti, per un totale di 12 appuntamenti, uno in più rispetto alla stagione precedente. Essa è anche la prima stagione in cui è stata utilizzata la vettura Dallara F2 2018. Il vincitore tra i piloti è stato George Russell, mentre tra le squadre ha prevalso la Carlin Motorsport.

## La pre-stagione

### Calendario
Il calendario è stato ufficializzato il 6 novembre 2017. La stagione è iniziata in aprile, in occasione del Gran Premio del Bahrein. Il numero di weekend gare è salito a 12.
| Gara | Gara | Circuito                              | Giri | Lunghezza                  | Data         | Ora   | Supporto                          |
| ---- | ---- | ------------------------------------- | ---- | -------------------------- | ------------ | ----- | --------------------------------- |
| 1    | G1   | Bahrain International Circuit, Manama | 32   | 32 x 5,412 km = 173,184 km | 7 aprile     | 13:10 | Gran Premio del Bahrein 2018      |
| 1    | G2   | Bahrain International Circuit, Manama | 23   | 23 x 5,412 km = 124,476 km | 8 aprile     | 14:15 | Gran Premio del Bahrein 2018      |
| 2    | G1   | Circuito di Baku                      | 29   | 29 x 6,003 km = 174,087 km | 28 aprile    | 12:00 | Gran Premio d'Azerbaigian 2018    |
| 2    | G2   | Circuito di Baku                      | 21   | 21 x 6,003 km = 126,063 km | 29 aprile    | 13:10 | Gran Premio d'Azerbaigian 2018    |
| 3    | G1   | Circuito di Catalogna, Barcellona     | 37   | 37 x 4,655 km = 172,235 km | 12 maggio    | 16:40 | Gran Premio di Spagna 2018        |
| 3    | G2   | Circuito di Catalogna, Barcellona     | 26   | 26 x 4,655 km = 121,030 km | 13 maggio    | 11:25 | Gran Premio di Spagna 2018        |
| 4    | G1   | Circuito di Monte Carlo               | 42   | 42 x 3,337 km = 140,154 km | 25 maggio    | 11:30 | Gran Premio di Monaco 2018        |
| 4    | G2   | Circuito di Monte Carlo               | 30   | 30 x 3,337 km = 100,110 km | 26 maggio    | 17:20 | Gran Premio di Monaco 2018        |
| 5    | G1   | Circuito Paul Ricard, Le Castellet    | 30   | 30 x 5,842 km = 175,260 km | 23 giugno    | 17:45 | Gran Premio di Francia 2018       |
| 5    | G2   | Circuito Paul Ricard, Le Castellet    | 21   | 21 x 5,842 km = 122,682 km | 24 giugno    | 12:00 | Gran Premio di Francia 2018       |
| 6    | G1   | Red Bull Ring, Spielberg              | 45   | 45 x 4,326 km = 194,670 km | 30 giugno    | 16:45 | Gran Premio d'Austria 2018        |
| 6    | G2   | Red Bull Ring, Spielberg              | 28   | 28 x 4,326 km = 121,128 km | 1º luglio    | 11:00 | Gran Premio d'Austria 2018        |
| 7    | G1   | Circuito di Silverstone               | 29   | 29 x 5,891 km = 170,839 km | 7 luglio     | 15:45 | Gran Premio di Gran Bretagna 2018 |
| 7    | G2   | Circuito di Silverstone               | 21   | 21 x 5,891 km = 123,711 km | 8 luglio     | 09:20 | Gran Premio di Gran Bretagna 2018 |
| 8    | G1   | Hungaroring, Mogyoród                 | 37   | 37 x 4,381 km = 162,097 km | 28 luglio    | 16:45 | Gran Premio d'Ungheria 2018       |
| 8    | G2   | Hungaroring, Mogyoród                 | 28   | 28 x 4,381 km = 122,668 km | 29 luglio    | 11:20 | Gran Premio d'Ungheria 2018       |
| 9    | G1   | Circuito di Spa-Francorchamps         | 25   | 25 x 7,004 km = 175,100 km | 25 agosto    | 16:45 | Gran Premio del Belgio 2018       |
| 9    | G2   | Circuito di Spa-Francorchamps         | 18   | 18 x 7,004 km = 126,072 km | 26 agosto    | 10:50 | Gran Premio del Belgio 2018       |
| 10   | G1   | Autodromo nazionale di Monza          | 30   | 30 x 5,793 km = 173,790 km | 1º settembre | 16:45 | Gran Premio d'Italia 2018         |
| 10   | G2   | Autodromo nazionale di Monza          | 21   | 21 x 5,793 km = 121,653 km | 2 settembre  | 10:55 | Gran Premio d'Italia 2018         |
| 11   | G1   | Autodromo di Soči                     | 28   | 28 x 5,848 km = 163,744 km | 29 settembre | 16:45 | Gran Premio di Russia 2018        |
| 11   | G2   | Autodromo di Soči                     | 21   | 21 x 5,848 km = 122,808 km | 30 settembre | 11:20 | Gran Premio di Russia 2018        |
| 12   | G1   | Circuito di Yas Marina, Isola Yas     | 31   | 31 x 5,554 km = 172,174 km | 24 novembre  | 18:40 | Gran Premio di Abu Dhabi 2018     |
| 12   | G2   | Circuito di Yas Marina, Isola Yas     | 22   | 22 x 5,554 km = 122,188 km | 25 novembre  | 13:35 | Gran Premio di Abu Dhabi 2018     |

### Test
La prima sessione di test si è svolta sul Circuito Paul Ricard tra il 6 e l'8 marzo, la seconda si è tenuta tra il 21 e il 23 marzo presso il Bahrain International Circuit.
| Circuito                      | Data                  | Pilota più veloce  | Team              | Tempo    | Giri |
| ----------------------------- | --------------------- | ------------------ | ----------------- | -------- | ---- |
| Circuito Paul Ricard          | 6 marzo (mattina)     | Lando Norris       | Carlin Motorsport | 1'56"136 | 30   |
| Circuito Paul Ricard          | 6 marzo (pomeriggio)  | Lando Norris       | Carlin Motorsport | 1'43"095 | 29   |
| Circuito Paul Ricard          | 7 marzo (mattina)     | Lando Norris       | Carlin Motorsport | 1'42"226 | 41   |
| Circuito Paul Ricard          | 7 marzo (pomeriggio)  | Alexander Albon    | DAMS              | 1'42"406 | 32   |
| Circuito Paul Ricard          | 8 marzo (mattina)     | George Russell     | ART Grand Prix    | 1'42"396 | 47   |
| Circuito Paul Ricard          | 8 marzo (pomeriggio)  | Alexander Albon    | DAMS              | 1'42"923 | 35   |
| Bahrain International Circuit | 21 marzo (mattina)    | Nyck de Vries      | Prema             | 1'43"785 | 21   |
| Bahrain International Circuit | 21 marzo (pomeriggio) | Luca Ghiotto       | Campos Racing     | 1'44"042 | 28   |
| Bahrain International Circuit | 22 marzo (mattina)    | Arjun Maini        | Trident Racing    | 1'42"779 | 34   |
| Bahrain International Circuit | 22 marzo (pomeriggio) | Santino Ferrucci   | Trident Racing    | 1'45"522 | 41   |
| Bahrain International Circuit | 23 marzo (mattina)    | Maximilian Günther | BWT Arden         | 1'42"756 | 28   |
| Bahrain International Circuit | 23 marzo (pomeriggio) | Nirei Fukuzumi     | BWT Arden         | 1'43"430 | 35   |

## Piloti e scuderie

### Scuderie
Rispetto alla stagione precedente, abbandonano la categoria il team Rapax e il team Racing Engineering. La Racing Engineering, sempre presente dalla nascita del campionato, decide di abbandonare la categoria per concentrarsi sulla European Le Mans Series. Fanno il loro ingresso due nuovi team: la Carlin Motorsport, già presente nella categoria dal 2011 al 2016, e la scuderia della Repubblica Ceca Charouz Racing System.
Il team Fortec Motorsport, che in un primo momento aveva confermato la partecipazione al campionato, rinvia l'ingresso in Formula 2 al 2019, a causa della difficoltà di reperire piloti di alto livello e con un budget adeguato. Scende così a 10 il numero delle scuderia ammesse alla stagione di F2.

### Piloti
Il campione del 2017, Charles Leclerc, come da regolamento, non può prendere parte alla nuova stagione.
La scuderia campione in carica, la Russian Time, conferma Artëm Markelov e fa debuttare il giapponese Tadasuke Makino. La Prema ingaggia l'indonesiano Sean Gelael e l'olandese Nyck de Vries. La Carlin, rientrante nella categoria, annuncia il debuttante Lando Norris, campione della F3 europea 2017, e Sérgio Sette Câmara.
La nuova squadra Charouz Racing System ingaggia Antonio Fuoco e Louis Delétraz.
La Arden ingaggia Nirei Fukuzumi, proveniente dalla GP3 Series, e Maximilian Günther, terzo nella precedente stagione di F3 europea.
La ART Grand Prix fa salire di categoria George Russell e Jack Aitken, entrambi membri della squadra nella GP3 Series 2017 in cui sono giunti rispettivamente primo e secondo in campionato. La Campos Racing ingaggia Luca Ghiotto, al suo terzo anno nella categoria, e l'israeliano Roy Nissany. La Trident Racing annuncia lo statunitense Santino Ferrucci e l'indiano Arjun Maini.
Il team MP Motorsport ingaggia lo svizzero Ralph Boschung, proveniente dalla Campos, e Roberto Merhi. Il team DAMS ingaggia Nicholas Latifi e Alexander Albon, entrambi con esperienza nella categoria.
Santino Ferrucci è escluso dai commissari, per due gare, quella di Budapest e quella di Spa, per aver deliberatamente tamponato il suo compagno di scuderia alla Trident, Maini, nel giro di rientro ai box in gara 2 a Silverstone. Il pilota statunitense riceva anche un'ammenda di 60.000 euro. Tra i due piloti vi erano stati dei problemi già durante la gara, con Ferrucci che aveva spinto fuori pista Maini. In seguito, il pilota è stato ulteriormente multato per aver condotto la sua monoposto, nel raggiungere il paddock, senza un guanto e con un telefono. Successivamente la scuderia italiana decide di licenziare il pilota, che viene sostituito dall'italiano Alessio Lorandi.
A partire dalla gara di Spa-Francorchamps Roberto Merhi viene sostituito alla guida della MP Motorsport da Dorian Boccolacci. Lo stesso Merhi torna nella categoria nell'appuntamento di Sochi con il team Campos Racing al posto di Roy Nissany. Nello stesso appuntamento Niko Kari debutta nella categoria prendendo il posto di Ralph Boschung nel team MP Motorsport.
Nell'ultimo appuntamento della stagione il britannico Dan Ticktum prende il posto di Maximilian Günther alla guida della Arden.

### Tabella Riassuntiva
| Team                            | Nº | Pilota              | Weekend di gare |
| ------------------------------- | -- | ------------------- | --------------- |
| Russian Time                    | 1  | Artëm Markelov      | Tutti           |
| Russian Time                    | 2  | Tadasuke Makino     | Tutti           |
| Pertamina Prema Theodore Racing | 3  | Sean Gelael         | Tutti           |
| Pertamina Prema Theodore Racing | 4  | Nyck de Vries       | Tutti           |
| DAMS                            | 5  | Alexander Albon     | Tutti           |
| DAMS                            | 6  | Nicholas Latifi     | Tutti           |
| ART Grand Prix                  | 7  | Jack Aitken         | Tutti           |
| ART Grand Prix                  | 8  | George Russell      | Tutti           |
| MP Motorsport                   | 9  | Roberto Merhi       | 1-8             |
| MP Motorsport                   | 9  | Dorian Boccolacci   | 9-12            |
| MP Motorsport                   | 10 | Ralph Boschung      | 1-10            |
| MP Motorsport                   | 10 | Niko Kari           | 11-12           |
| BWT Arden                       | 11 | Maximilian Günther  | 1-11            |
| BWT Arden                       | 11 | Dan Ticktum         | 12              |
| BWT Arden                       | 12 | Nirei Fukuzumi      | Tutti           |
| Campos Vexatec Racing           | 14 | Luca Ghiotto        | Tutti           |
| Campos Vexatec Racing           | 15 | Roy Nissany         | 1-10            |
| Campos Vexatec Racing           | 15 | Roberto Merhi       | 11-12           |
| Trident                         | 16 | Arjun Maini         | Tutti           |
| Trident                         | 17 | Santino Ferrucci    | 1-7             |
| Trident                         | 17 | Alessio Lorandi     | 8-12            |
| Carlin                          | 18 | Sérgio Sette Câmara | Tutti           |
| Carlin                          | 19 | Lando Norris        | Tutti           |
| Charouz Racing System           | 20 | Louis Delétraz      | Tutti           |
| Charouz Racing System           | 21 | Antonio Fuoco       | Tutti           |

## Circuiti e gare
Il calendario, con una gara in più rispetto al 2017, vede l'aggiunta del Circuito Paul Ricard, a supporto dell'entrante Gran Premio di Francia di Formula 1. Torna in calendario l'Autodromo di Soči, assente dal 2015, mentre esce dal calendario il Circuito di Jerez de la Frontera. Dunque, al contrario della stagione precedente, la Formula 2 non effettua alcuna gara autonoma da gran premi del mondiale di F1.

## Modifiche al regolamento

### Regolamento tecnico
Per la stagione 2018 è stata utilizzata una nuova monoposto, la Dallara F2 2018, dopo sei stagioni consecutive con la Dallara GP2/11. La vettura, seguendo il regolamento della Formula 1, dispone della protezione per la testa del pilota halo, e monta un motore Mecachrome V6 turbo da 3.4 L.

## Risultati e classifiche

### Sistema di punteggio
A differenza della F1, vengono assegnati punti anche a chi realizza la pole e il giro veloce (se il pilota arriva al traguardo tra i primi 10).
Sistema di punteggio Gara 1
| Posizione | 1ª | 2ª | 3ª | 4ª | 5ª | 6ª | 7ª | 8ª | 9ª | 10ª | Pole | Giro veloce |
| Punti     | 25 | 18 | 15 | 12 | 10 | 8  | 6  | 4  | 2  | 1   | 4    | 2           |

Sistema di punteggio Gara 2
I punti vengono assegnati ai primi 8, che partono a posizioni invertite rispetto all'arrivo in Gara 1.
| Posizione | 1ª | 2ª | 3ª | 4ª | 5ª | 6ª | 7ª | 8ª | Giro veloce |
| Punti     | 15 | 12 | 10 | 8  | 6  | 4  | 2  | 1  | 2           |

### Riassunto della stagione
| Gara | Gara | Circuito          | Tempo       | Velocità media | Pole position       | Giro veloce         | Pilota vincitore   | Team vincitore                  |
| ---- | ---- | ----------------- | ----------- | -------------- | ------------------- | ------------------- | ------------------ | ------------------------------- |
| 1    | G1   | Manama            | 57'46"206   | 173,992 km/h   | Lando Norris        | Lando Norris        | Lando Norris       | Carlin                          |
| 1    | G2   | Manama            | 42'42"161   | 174,551 km/h   |                     | Nyck de Vries       | Artëm Markelov     | Russian Time                    |
| 2    | G1   | Baku              | 1h03'41"627 | 163,893 Mh/h   | Alexander Albon     | Antonio Fuoco       | Alexander Albon    | DAMS                            |
| 2    | G2   | Baku              | 41'32"101   | 181,955 km/h   |                     | George Russell      | George Russell     | ART Grand Prix                  |
| 3    | G1   | Montmeló          | 1h02'58"902 | 159,526 km/h   | Alexander Albon     | Artëm Markelov      | George Russell     | ART Grand Prix                  |
| 3    | G2   | Montmeló          | 45'21"511   | 159,931 km/h   |                     | George Russell      | Jack Aitken        | ART Grand Prix                  |
| 4    | G1   | Monte Carlo       | 1h02'03"286 | 135,513 km/h   | Alexander Albon     | Artëm Markelov      | Artëm Markelov     | Russian Time                    |
| 4    | G2   | Monte Carlo       | 48'44"373   | 123,238 km/h   |                     | Nicholas Latifi     | Antonio Fuoco      | Charouz Racing System           |
| 5    | G1   | Le Castellet      | 58'28"750   | 179,883 km/h   | George Russell      | Nyck de Vries       | George Russell     | ART Grand Prix                  |
| 5    | G2   | Le Castellet      | 38'28"325   | 191,431 km/h   |                     | Nyck de Vries       | Nyck de Vries      | Pertamina Prema Theodore Racing |
| 6    | G1   | Red Bull Ring     | 56'16"865   | 183,998 km/h   | George Russell      | Artëm Markelov      | George Russell     | ART Grand Prix                  |
| 6    | G2   | Red Bull Ring     | 36'41"950   | 197,461 km/h   |                     | Artëm Markelov      | Artëm Markelov     | Russian Time                    |
| 7    | G1   | Silverstone       | 52'04"519   | 196,682 Km/h   | George Russell      | George Russell      | Alexander Albon    | DAMS                            |
| 7    | G2   | Silverstone       | 37'09"802   | 199,514 Km/h   |                     | George Russell      | Maximilian Günther | BWT Arden                       |
| 8    | G1   | Hungaroring       | 1h00'16"996 | 148,214 Km/h   | Sérgio Sette Câmara | Nyck de Vries       | Nyck de Vries      | Pertamina Prema Theodore Racing |
| 8    | G2   | Hungaroring       | 44'47"130   | 164,287 Km/h   |                     | Luca Ghiotto        | Alexander Albon    | DAMS                            |
| 9    | G1   | Spa-Francorchamps | 56'02"281   | 187,347 Km/h   | Nyck de Vries       | Nyck de Vries       | Nyck de Vries      | Pertamina Prema Theodore Racing |
| 9    | G2   | Spa-Francorchamps | 37'13"659   | 202,991 Km/h   |                     | Nicholas Latifi     | Nicholas Latifi    | DAMS                            |
| 10   | G1   | Monza             | 49'10"197   | 211,691 km/h   | George Russell      | Artëm Markelov      | Tadasuke Makino    | Russian Time                    |
| 10   | G2   | Monza             | 33'31"886   | 217,128 Km/h   |                     | Sérgio Sette Câmara | George Russell     | ART Grand Prix                  |
| 11   | G1   | Soči              | 54'12"383   | 181,024 km/h   | Nyck de Vries       | Nyck de Vries       | Alexander Albon    | DAMS                            |
| 11   | G2   | Soči              | 44'46"259   | 164,314 km/h   |                     | George Russell      | George Russell     | ART Grand Prix                  |
| 12   | G1   | Yas Marina        | 1h03'33"863 | 151,925 km/h   | George Russell      | Luca Ghiotto        | George Russell     | ART Grand Prix                  |
| 12   | G2   | Yas Marina        | 42'48"729   | 163,298 Km/h   |                     | George Russell      | Antonio Fuoco      | Charouz Racing System           |

### Classifica Piloti
| Pos. | Piloti                                              | BHR          | BHR      | BAK         | BAK             | CAT         | CAT | MON | MON | LEC | LEC | RBR | RBR | SIL | SIL | HUN | HUN | SPA | SPA | MNZ | MNZ | SOC | SOC | YMC | YMC | Punti |
| --- | --------------------------------------------------- | ------------ | -------- | ----------- | --------------- | ----------- | --- | --- | --- | --- | --- | --- | --- | --- | --- | --- | --- | --- | --- | --- | --- | --- | --- | --- | --- | ----- |
| 1 | George Russell                                      | 5            | 19       | 12          | 1               | 1           | 4   | Rit | Rit | 1   | 17  | 1   | 2   | 2   | 2   | Rit | 8   | 3   | 7   | 4   | 1   | 4   | 1   | 1   | 4   | 287   |
| 2 | Lando Norris                                        | 1            | 4        | 6           | 4               | 3           | 3   | 6   | 3   | 16  | 5   | 2   | 11  | 10  | 3   | 2   | 4   | 4   | 2   | 6   | 5   | Rit | Rit | 5   | 2   | 219   |
| 3 | Alexander Albon                                     | 4            | 13       | 1           | 13              | 5           | 2   | Rit | Rit | Rit | 7   | 5   | 5   | 1   | 7   | 5   | 1   | 5   | 3   | 3   | Rit | 1   | 3   | 14  | 8   | 212   |
| 4 | Nyck de Vries                                       | 6            | 5        | Rit         | 2               | 2           | Rit | Rit | 9   | 5   | 1   | Rit | 14  | 7   | 6   | 1   | 7   | 1   | 4   | 9   | 17  | 3   | 4   | 4   | 5   | 202   |
| 5 | Artëm Markelov                                      | 3            | 1        | Rit         | Rit             | 8           | 9   | 1   | 4   | 14  | 14* | 8   | 1   | 6   | 4   | 8   | 13  | 6   | 5   | 2   | 2   | 11  | 5   | 2   | 7   | 186   |
| 6 | Sérgio Sette Câmara                                 | 2            | 3        | 4           | SQ              | 7           | Rit | NP  | NP  | 2   | 6   | 6   | 3   | Rit | 17  | 7   | 3   | 2   | 9   | 7   | 3   | 5   | 2   | 16  | 10  | 164   |
| 7 | Antonio Fuoco                                       | 17           | 12       | 3           | NP              | 10          | 7   | 8   | 1   | 4   | 4   | 3   | 4   | 3   | Rit | 3   | 17  | 17  | 19  | SQ  | 10  | 6   | 9   | 7   | 1   | 141   |
| 8 | Luca Ghiotto                                        | 12           | 6        | Rit         | 14              | 4           | 5   | Rit | Rit | 3   | 3   | 12  | 13  | 5   | 10  | 6   | 2   | 7   | 6   | 10  | 6   | Rit | 14  | 3   | 9   | 111   |
| 9 | Nicholas Latifi                                     | 11           | 10       | 5           | 3               | 14          | 8   | 9   | 8   | 7   | 8   | 11  | 8   | 17  | 16  | Rit | 16  | 8   | 1   | 5   | 4   | 2   | Rit | Rit | 15  | 91    |
| 10 | Louis Delétraz                                      | 13           | 9        | Rit         | 10              | Rit         | 10  | 4   | 2   | 6   | 2   | Rit | Rit | 4   | 5   | 17  | 9   | 18  | 13  | 13  | 11  | 12  | 13  | 6   | 6   | 74    |
| 11 | Jack Aitken                                         | 9            | 18       | 2           | 11              | 6           | 1   | 7   | Rit | 11  | NP  | Rit | 18  | 13  | 12  | 4   | 10  | 11  | 10  | 17* | 8   | 14  | Rit | 10  | 13  | 63    |
| 12 | Roberto Merhi                                       | NP           | 11       | 8           | 7               | 13          | Rit | 3   | 7   | SQ  | 15  | 4   | 16  | 11  | 9   | 11  | 5   |     |     |     |     | 9   | 6   | 8   | 3   | 61    |
| 13 | Tadasuke Makino                                     | 19           | 17       | 9           | 9               | 9           | Rit | 14* | Rit | 8   | Rit | 7   | 6   | 12  | 11  | 9   | 12  | 12  | 11  | 1   | 14  | 10  | 11  | 9   | Rit | 48    |
| 14 | Maximilian Günther                                  | 8            | 2        | Rit         | 15*             | Rit         | 12  | 11  | 6   | 12  | 11  | 15  | 12  | 8   | 1   | 16  | Rit | 9   | 16  | 12  | 16  | 16  | 10  |     |     | 41    |
| 15 | Sean Gelael                                         | 7            | 16       | 10          | Rit             | Rit         | 6   | 2   | Rit | Rit | 18  | 13  | Rit | Rit | 15  | 13  | 11  | 16  | Rit | 11  | Rit | NP  | 12  | 17  | Rit | 29    |
| 16 | Arjun Maini                                         | 15           | 14       | Rit         | 5               | Rit         | 13  | 5   | 5   | 10  | 13  | 14  | 10  | 14  | 13  | 12  | 14  | 14  | 8   | Rit | 9   | 15  | 15  | Rit | NP  | 24    |
| 17 | Nirei Fukuzumi                                      | 18           | 8        | 13          | 12              | 11          | Rit | 10  | 11* | 9   | 12  | 9   | 9   | Rit | Rit | 10  | 6   | Rit | 17  | 14  | 13  | 8   | 7   | Rit | 12  | 17    |
| 18 | Ralph Boschung                                      | 10           | 7        | 7           | 8               | Rit         | Rit | Rit | Rit | Rit | 16  | Rit | 15  | 9   | 8   | 18  | Rit | Rit | 12  | 8   | Rit |     |     |     |     | 17    |
| 19 | Santino Ferrucci                                    | 14           | 20       | 11          | 6               | Rit         | 11  | 13  | 12* | 13  | 9   | 10  | 7   | 16  | SQ  | ES  | ES  | ES  | ES  |     |     |     |     |     |     | 7     |
| 20 | Alessio Lorandi                                     |              |          |             |                 |             |     |     |     |     |     |     |     |     |     | 14  | Rit | 13  | 15  | 15  | 12  | 7   | Rit | 13  | 14  | 6     |
| 21 | Dorian Boccolacci                                   |              |          |             |                 |             |     |     |     |     |     |     |     |     |     |     |     | 15  | 18  | Rit | 7   | 13  | 8   | 12  | 11  | 3     |
| 22 | Roy Nissany                                         | 16           | 15       | Rit         | Rit             | 12          | 14  | 12  | Rit | 15  | 10  | Rit | 17  | 15  | 14  | 15  | 15  | 10  | 14  | 16  | 15  |     |     |     |     | 1     |
| 23 | Dan Ticktum                                         |              |          |             |                 |             |     |     |     |     |     |     |     |     |     |     |     |     |     |     |     |     |     | 11  | Rit | 0     |
| 24 | Niko Kari                                           |              |          |             |                 |             |     |     |     |     |     |     |     |     |     |     |     |     |     |     |     | Rit | Rit | 15  | Rit | 0     |
| Pos. | Pilota                                              | BHR          | BHR      | BAK         | BAK             | CAT         | CAT | MON | MON | LEC | LEC | RBR | RBR | SIL | SIL | HUN | HUN | SPA | SPA | MNZ | MNZ | SOC | SOC | YMC | YMC | Punti |
| Fonte: |                                                     |              |          |             |                 |             |     |     |     |     |     |     |     |     |     |     |     |     |     |     |     |     |     |     |     |       |
| \| Legenda \| Grassetto – Pole position Corsivo – Giro più veloce \| 1º posto \| 2º posto \| 3º posto \| A punti \| Senza punti \| \| Legenda \| Grassetto – Pole position Corsivo – Giro più veloce \| Squalificato \| Ritirato \| Non partito \| Non qualificato \| \| |                                                     |              |          |             |                 |             |     |     |     |     |     |     |     |     |     |     |     |     |     |     |     |     |     |     |     |       |
| Legenda | Grassetto – Pole position Corsivo – Giro più veloce | 1º posto     | 2º posto | 3º posto    | A punti         | Senza punti |     |     |     |     |     |     |     |     |     |     |     |     |     |     |     |     |     |     |     |       |
| Legenda | Grassetto – Pole position Corsivo – Giro più veloce | Squalificato | Ritirato | Non partito | Non qualificato |             |     |     |     |     |     |     |     |     |     |     |     |     |     |     |     |     |     |     |     |       |

| Legenda | Grassetto – Pole position Corsivo – Giro più veloce | 1º posto     | 2º posto | 3º posto    | A punti         | Senza punti |
| Legenda | Grassetto – Pole position Corsivo – Giro più veloce | Squalificato | Ritirato | Non partito | Non qualificato |             |

 * – Indica i piloti ritirati ma ugualmente classificati avendo coperto, come previsto dal regolamento, almeno il 90% della distanza di gara.

### Classifica Squadre
| Pos. | Squadra                                             | N.           | BHR      | BHR         | BAK             | BAK         | CAT | CAT | MON | MON | LEC | LEC | RBR | RBR | SIL | SIL | HUN | HUN | SPA | SPA | MNZ | MNZ | SOC | SOC | YMC | YMC | Punti |
| --- | --------------------------------------------------- | ------------ | -------- | ----------- | --------------- | ----------- | --- | --- | --- | --- | --- | --- | --- | --- | --- | --- | --- | --- | --- | --- | --- | --- | --- | --- | --- | --- | ----- |
| 1 | Carlin                                              | 18           | 2        | 3           | 4               | SQ          | 7   | Rit | NP  | NP  | 2   | 6   | 6   | 3   | Rit | 17  | 7   | 3   | 2   | 9   | 7   | 3   | 5   | 2   | 16  | 10  | 383   |
| 1 | Carlin                                              | 19           | 1        | 4           | 6               | 4           | 3   | 3   | 6   | 3   | 16  | 5   | 2   | 11  | 10  | 3   | 2   | 4   | 4   | 2   | 6   | 5   | Rit | Rit | 5   | 2   | 383   |
| 2 | ART Grand Prix                                      | 7            | 9        | 18          | 2               | 11          | 9   | 1   | 7   | Rit | 11  | NP  | Rit | 18  | 13  | 12  | 4   | 10  | 11  | 10  | 17* | 8   | 14  | Rit | 10  | 13  | 350   |
| 2 | ART Grand Prix                                      | 8            | 5        | 19          | 12              | 1           | 1   | 4   | Rit | Rit | 1   | 17  | 1   | 2   | 2   | 2   | Rit | 8   | 3   | 7   | 4   | 1   | 4   | 1   | 1   | 4   | 350   |
| 3 | DAMS                                                | 5            | 4        | 13          | 1               | 13          | 5   | 2   | Rit | Rit | Rit | 7   | 5   | 5   | 1   | 7   | 5   | 1   | 5   | 3   | 3   | Rit | 1   | 3   | 14  | 8   | 303   |
| 3 | DAMS                                                | 6            | 11       | 10          | 5               | 3           | 14  | 8   | 9   | 8   | 7   | 8   | 11  | 8   | 17  | 16  | Rit | 16  | 8   | 1   | 5   | 4   | 2   | Rit | Rit | 15  | 303   |
| 4 | Russian Time                                        | 1            | 3        | 1           | Rit             | Rit         | 8   | 16  | 1   | 4   | 14  | 14* | 8   | 1   | 6   | 4   | 8   | 13  | 6   | 5   | 2   | 2   | 11  | 5   | 2   | 7   | 234   |
| 4 | Russian Time                                        | 2            | 19       | 17          | 9               | 9           | 9   | Rit | 14* | Rit | 8   | Rit | 7   | 6   | 12  | 11  | 9   | 12  | 12  | 11  | 1   | 14  | 10  | 11  | 9   | Rit | 234   |
| 5 | Pertamina Prema Theodore Racing                     | 3            | 7        | 16          | 10              | Rit         | Rit | 6   | 2   | Rit | Rit | 18  | 13  | Rit | Rit | 15  | 13  | 11  | 16  | Rit | 11  | Rit | NP  | 12  | 17  | Rit | 231   |
| 5 | Pertamina Prema Theodore Racing                     | 4            | 6        | 5           | Rit             | 2           | 2   | Rit | Rit | 9   | 5   | 1   | Rit | 14  | 7   | 6   | 1   | 7   | 1   | 4   | 9   | 17  | 3   | 4   | 4   | 5   | 231   |
| 6 | Charouz Racing System                               | 20           | 13       | 9           | Rit             | 10          | Rit | 10  | 4   | 2   | 6   | 2   | Rit | Rit | 4   | 5   | 17  | 9   | 18  | 13  | 13  | 11  | 12  | 13  | 6   | 6   | 215   |
| 6 | Charouz Racing System                               | 21           | 17       | 12          | 3               | NP          | 10  | 7   | 8   | 1   | 4   | 4   | 3   | 4   | 3   | Rit | 3   | 17  | 17  | 19  | SQ  | 10  | 6   | 9   | 7   | 1   | 215   |
| 7 | Campos Vexatec Racing                               | 14           | 12       | 6           | Rit             | 14          | 4   | 5   | Rit | 10  | 3   | 3   | 12  | 13  | 5   | 10  | 6   | 2   | 7   | 6   | 10  | 6   | Rit | 14  | 3   | 9   | 132   |
| 7 | Campos Vexatec Racing                               | 15           | 16       | 15          | Rit             | Rit         | 12  | 14  | 12  | Rit | 15  | 10  | Rit | 17  | 15  | 14  | 15  | 15  | 10  | 14  | 16  | 15  | 9   | 6   | 8   | 3   | 132   |
| 8 | MP Motorsport                                       | 9            | NP       | 11          | 8               | 7           | 13  | Rit | 3   | 7   | SQ  | 15  | 4   | 16  | 11  | 9   | 11  | 5   | 15  | 18  | Rit | 7   | 13  | 8   | 12  | 11  | 61    |
| 8 | MP Motorsport                                       | 10           | 10       | 7           | 7               | 8           | Rit | Rit | Rit | Rit | Rit | 16  | Rit | 15  | 9   | 8   | 18  | Rit | Rit | 12  | 8   | Rit | Rit | Rit | 15  | Rit | 61    |
| 9 | BWT Arden                                           | 11           | 8        | 2           | Rit             | 15*         | Rit | 12  | 11  | 6   | 12  | 11  | 15  | 12  | 8   | 1   | 16  | Rit | 9   | 16  | 12  | 16  | 16* | 10  | 11  | Rit | 58    |
| 9 | BWT Arden                                           | 12           | 18       | 8           | 13              | 12          | 11  | Rit | 10  | 11* | 9   | 12  | 9   | 9   | Rit | Rit | 10  | 6   | Rit | 17  | 14  | 13  | 8   | 7   | Rit | 12  | 58    |
| 10 | Trident                                             | 16           | 15       | 14          | Rit             | 5           | Rit | 13  | 5   | 5   | 10  | 13  | 14  | 10  | 14  | 13  | 12  | 14  | 14  | 8   | Rit | 9   | 15  | 15  | Rit | Rit | 37    |
| 10 | Trident                                             | 17           | 14       | 20          | 11              | 6           | Rit | 11  | 13  | 12* | 13  | 9   | 10  | 7   | 16  | SQ  | 14  | Rit | 13  | 15  | 15  | 12  | 7   | Rit | 13  | 14  | 37    |
| Pos. | Squadra                                             | N.           | BHR      | BHR         | BAK             | BAK         | CAT | CAT | MON | MON | LEC | LEC | RBR | RBR | SIL | SIL | HUN | HUN | SPA | SPA | MNZ | MNZ | SOC | SOC | YMC | YMC | Punti |
| Fonte: |                                                     |              |          |             |                 |             |     |     |     |     |     |     |     |     |     |     |     |     |     |     |     |     |     |     |     |     |       |
| \| Legenda \| Grassetto – Pole position Corsivo – Giro più veloce \| 1º posto \| 2º posto \| 3º posto \| A punti \| Senza punti \| \| Legenda \| Grassetto – Pole position Corsivo – Giro più veloce \| Squalificato \| Ritirato \| Non partito \| Non qualificato \| \| |                                                     |              |          |             |                 |             |     |     |     |     |     |     |     |     |     |     |     |     |     |     |     |     |     |     |     |     |       |
| Legenda | Grassetto – Pole position Corsivo – Giro più veloce | 1º posto     | 2º posto | 3º posto    | A punti         | Senza punti |     |     |     |     |     |     |     |     |     |     |     |     |     |     |     |     |     |     |     |     |       |
| Legenda | Grassetto – Pole position Corsivo – Giro più veloce | Squalificato | Ritirato | Non partito | Non qualificato |             |     |     |     |     |     |     |     |     |     |     |     |     |     |     |     |     |     |     |     |     |       |

| Legenda | Grassetto – Pole position Corsivo – Giro più veloce | 1º posto     | 2º posto | 3º posto    | A punti         | Senza punti |
| Legenda | Grassetto – Pole position Corsivo – Giro più veloce | Squalificato | Ritirato | Non partito | Non qualificato |             |

 * – Indica i piloti ritirati ma ugualmente classificati avendo coperto, come previsto dal regolamento, almeno il 90% della distanza di gara.

## Test post-stagionali
Il Circuito di Yas Marina ospita i test post stagionali, tra il 29 novembre e il 1º dicembre.
| Circuito               | Data                     | Pilota più veloce  | Team                  | Tempo    | Giri |
| ---------------------- | ------------------------ | ------------------ | --------------------- | -------- | ---- |
| Circuito di Yas Marina | 29 novembre (mattino)    | Luca Ghiotto       | Russian Time          | 1'50"562 | 20   |
| Circuito di Yas Marina | 29 novembre (pomeriggio) | Louis Delétraz     | Carlin Motorsport     | 1'49"984 | 27   |
| Circuito di Yas Marina | 30 novembre (mattino)    | Anthoine Hubert    | MP Motorsport         | 1'51"116 | 16   |
| Circuito di Yas Marina | 30 novembre (pomeriggio) | Juan Manuel Correa | Charouz Racing System | 1'49"958 | 31   |
| Circuito di Yas Marina | 1º dicembre (mattino)    | Nicholas Latifi    | DAMS                  | 1'51"312 | 35   |
| Circuito di Yas Marina | 1º dicembre (pomeriggio) | Louis Delétraz     | Carlin Motorsport     | 1'49"638 | 29   |